# Ellythm
《Ellythm》은 대한민국의 여자 가수 서인영의 디지털 싱글 음반이다. 타이틀곡은 〈리듬속으로〉이며, 2010년 12월 10일 엠넷미디어를 통해 발매되었다.

## 수록곡
1. 리듬속으로
2. 리듬속으로 (Instrumental)